# Stefan Ludwig

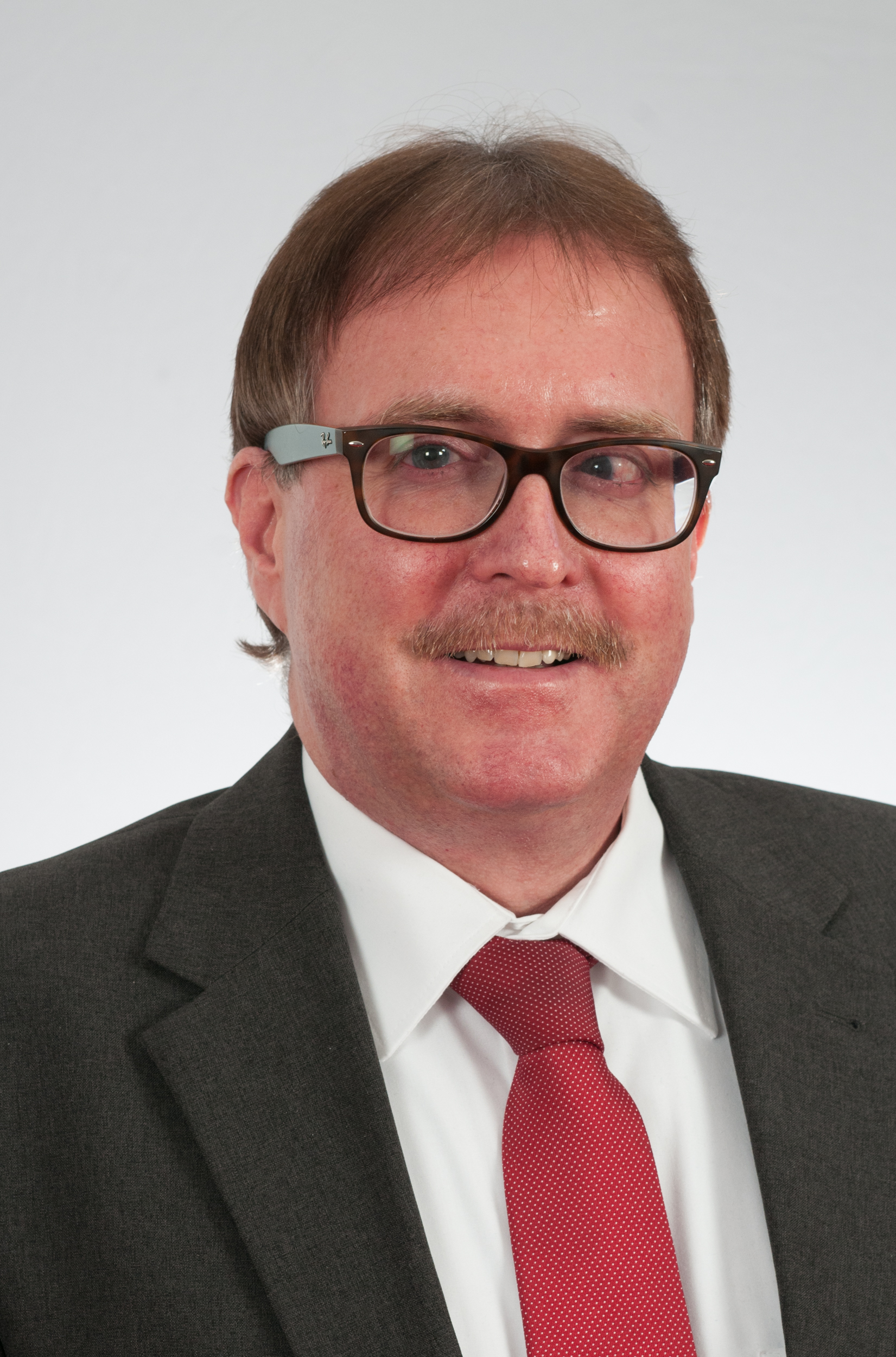
Stefan Ludwig (2016)

Stefan Ludwig (* 26. April 1967 in Königs Wusterhausen, DDR) ist ein deutscher Politiker (Die Linke). Er war von 1990 bis 2002 sowie von 2009 bis 2016 Abgeordneter im Landtag von Brandenburg und von 2016 bis 2019 Minister der Justiz und für Europa und Verbraucherschutz des Landes Brandenburg.

## Leben und Beruf
Ludwig begann 1985 ein Studium des Wirtschaftsrechts an der Martin-Luther-Universität Halle-Wittenberg, das er 1989 als Diplom-Jurist beendete. Anschließend war er beim Rundfunk- und Fernsehtechnischen Zentralamt in Berlin-Adlershof tätig, das nach der Wiedervereinigung als Zentrum für Funkdienste von der Deutschen Bundespost übernommen wurde. Dort war er auch Vertrauensobmann in der Deutschen Postgewerkschaft seit 2001 ver.di.
Ludwig ist verheiratet und hat vier Kinder.

## Partei
Ludwig trat 1998 in die PDS ein. Von 1999 bis 2003 und erneut von 2005 bis 2007 war er stellvertretender Vorsitzender des PDS-Landesverbandes Brandenburg. Von Februar 2011 bis zum 25. Januar 2014 war Ludwig dann Landesvorsitzender der Partei Die Linke in Brandenburg. 

## Abgeordneter
Als Parteiloser wurde Ludwig 1990 über die Liste der PDS in den brandenburgischen Landtag gewählt, dem er bis 2002 angehörte. Dabei zog er jeweils über die Landesliste in das Parlament ein, wo er Mitglied des Rechtsausschusses war. Von 1994 bis 1999 war er auch Mitglied des Landtagspräsidiums.
Bei der Landtagswahl in Brandenburg 2009 schaffte Ludwig erneut über die Landesliste den Einzug in den brandenburgischen Landtag. Er war in dieser Legislaturperiode stellvertretender Fraktionsvorsitzender und Sprecher für Kommunalpolitik und Kommunalfinanzen der SPD-Landtagsfraktion. Außerdem leitete er die Enquete-Kommission Kommunal- und Landesverwaltung – bürgernah, effektiv und zukunftsfest – Brandenburg 2020 (EK 5/2) des brandenburgischen Landtages, die im Oktober 2013 ihren Abschlussbericht vorlegte und eine umfassende Verwaltungsstrukturreform für Brandenburg empfahl.
Bei der Landtagswahl in Brandenburg 2014 kandidierte er erfolglos im Landtagswahlkreis Dahme-Spreewald II/Oder-Spree I, zog aber über die Landesliste wieder in den Landtag ein. Er war dann Fachsprecher seiner Fraktion für Haushalt und Finanzen, Kommunalpolitik und Flughafen BER. Am 5. Juni 2016 legte er sein Mandat nieder. 
Seit 2014 ist Ludwig Mitglied der Stadtverordnetenversammlung Königs Wusterhausen sowie des Kreistages Dahme-Spreewald.

## Öffentliche Ämter
1997 wurde Ludwig von der PDS als Kandidat für das Amt des Landrats des Landkreises Dahme-Spreewald aufgestellt, konnte sich jedoch gegen den Amtsinhaber Martin Wille (SPD) nicht durchsetzen.
Ludwig war von 2002 bis 2009 hauptamtlicher Bürgermeister der Stadt Königs Wusterhausen. 2009 gab er bekannt, nicht erneut für das Bürgermeisteramt kandidieren zu wollen. 
2010 stellte die Linke Ludwig als Oberbürgermeisterkandidaten für Frankfurt (Oder) auf. Bereits im ersten Wahlgang konnte sich jedoch der durch ein Bündnis aus SPD, CDU und FDP getragene parteilose Kandidat Martin Wilke mit 59,45 % der Stimmen durchsetzen. Ludwig erzielte 26,93 % der abgegebenen Stimmen.
Nach dem Rücktritt von Helmuth Markov wurde Ludwig am 28. April 2016 von Ministerpräsident Dietmar Woidke zum Minister der Justiz und für Europa und Verbraucherschutz des Landes Brandenburg ernannt. Am 20. November 2019 schied er im Zuge der Bildung des dritten Kabinetts Woidke aus der Landesregierung aus.